# Anillo conmutativo

Estructura algebraica con dos leyes de composición internas.

En teoría de anillos (una rama del álgebra abstracta), un anillo conmutativo es un anillo (R, +, ·) en el que la operación de multiplicación · es conmutativa; es decir, si para cualquiera a, b ∈ R, a·b = b·a.
Si adicionalmente el anillo tiene un elemento unitario 1 tal que 1a = a = a1 para todo a, entonces el anillo se denomina Anillo unitario conmutativo.
La rama de la teoría de anillos que estudia los anillos conmutativos se denomina álgebra conmutativa.
Complementariamente, el álgebra no conmutativa es el estudio de las propiedades de los anillos que no son específicas de los anillos conmutativos. Esta distinción resulta del alto número de propiedades fundamentales de los anillos conmutativos que no se extienden a los anillos no conmutativos.

## Definición
Un anillo es un conjunto {\displaystyle R} dotado de dos  operaciones binarias, es decir, operaciones que combinan dos elementos cualesquiera del anillo con un tercero. Se llaman suma y multiplicación y se denotan comúnmente por "{\displaystyle +}" y "{\displaystyle \cdot }"; por ejemplo, {\displaystyle a+b} y {\displaystyle a\cdot b}. Para formar un anillo, estas dos operaciones tienen que satisfacer una serie de propiedades: el anillo tiene que ser un grupo abeliano bajo adición, así como un monoide bajo multiplicación, donde la multiplicación distribuye sobre la adición; es decir, {\displaystyle a\cdot \left(b+c\right)=\left(a\cdot b\right)+\left(a\cdot c\right)}. Los elementos de identidad para la suma y la multiplicación se denotan {\displaystyle 0} y {\displaystyle 1}, respectivamente.
Si la multiplicación es conmutativa, es decir
{\displaystyle a\cdot b=b\cdot a,}
entonces el anillo {\displaystyle R} se llama conmutativo. En el resto de este artículo, todos los anillos serán conmutativos, a menos que se indique explícitamente lo contrario.

## Divisibilidad
En contraste con los campos, donde cada elemento distinto de cero es multiplicativamente invertible, el concepto de divisibilidad para anillos es más rico. Un elemento {\displaystyle a} de anillo {\displaystyle R} se llama una unidad si posee un inverso multiplicativo. Otro tipo particular de elemento es el divisor de ceros, es decir, un elemento {\displaystyle a} tal que existe un elemento distinto de cero {\displaystyle b} del anillo tal que {\displaystyle ab=0}. Si {\displaystyle R} no posee divisores cero distintos de cero, se denomina dominio de integridad (o dominio). Un elemento {\displaystyle a} que satisface {\displaystyle a^{n}=0} para algún entero positivo {\displaystyle n} se llama  elemento nilpotente.

### Localizaciones
La localización de un anillo es un proceso en el que algunos elementos se hacen invertibles, es decir, se añaden al anillo inversos multiplicativos. Concretamente, si {\displaystyle S} es un conjunto multiplicativamente cerrado de {\displaystyle R} (es decir. siempre que {\displaystyle s,t\in S} entonces también lo es {\displaystyle st}) entonces la localización de {\displaystyle R} en {\displaystyle S}, o anillo de fracciones con denominadores en {\displaystyle S}, usualmente denotado {\displaystyle S^{-1}R} consiste en los símbolos
- {\displaystyle {\frac {r}{s}}} con {\displaystyle r\in R,s\in S}

sujeto a ciertas reglas que imitan la cancelación familiar de los números racionales. De hecho, en este lenguaje {\displaystyle \mathbb {Q} } es la localización de {\displaystyle \mathbb {Z} } en todos los enteros distintos de cero. Esta construcción funciona para cualquier dominio integral {\displaystyle R} en lugar de {\displaystyle \mathbb {Z} }. La localización {\displaystyle \left(R\backslash \left\{0\right\}\right)^{-1}R} es un campo, llamado cuerpo de fracciones de {\displaystyle R}.

## Ideales y módulos
Muchas de las nociones siguientes también existen para anillos no necesariamente conmutativos, pero las definiciones y propiedades suelen ser más complicadas. Por ejemplo, todos los ideales de un anillo conmutativo son automáticamente de dos caras, lo que simplifica considerablemente la situación.

### Módulos
Para un anillo {\displaystyle R}, un {\displaystyle R} -módulo {\displaystyle M} es como lo que un espacio vectorial es a un campo. Es decir, los elementos de un módulo se pueden sumar; se pueden multiplicar por elementos de {\displaystyle R} sujetos a los mismos axiomas que para un espacio vectorial. 
El estudio de los módulos es bastante más complicado que el de los espacios vectorialess, ya que hay módulos que no tienen ninguna base, es decir, no contienen un sistema generador cuyos elementos sean  linealmente independientess. Un módulo que tiene una base se llama módulo libre, y un submódulo de un módulo libre no necesita ser libre.
Un módulo de tipo finito es un módulo que tiene un conjunto de extensión finito. Los módulos de tipo finito desempeñan un papel fundamental en la teoría de los anillos conmutativos, similar al papel de los  espacios vectoriales de dimensión finita en el álgebra lineal. En particular, los anillos noetherianos pueden definirse como los anillos tales que todo submódulo de un módulo de tipo finito es también de tipo finito.

### Ideales
Los ideales de un anillo {\displaystyle R} son los  submódulos de {\displaystyle R}, es decir, los módulos contenidos en {\displaystyle R}. En más detalle, un ideal {\displaystyle I} es un subconjunto no vacío de {\displaystyle R} tal que para todo {\displaystyle r} en {\displaystyle R}, {\displaystyle i} y {\displaystyle j} en {\displaystyle I}, tanto {\displaystyle ri} como {\displaystyle i+j} están en {\displaystyle I}. Para diversas aplicaciones, comprender los ideales de un anillo es de particular importancia, pero a menudo se procede estudiando los módulos en general.
Todo anillo tiene dos ideales, a saber, el ideal cero {\displaystyle \left\{0\right\}} y {\displaystyle R}, el anillo entero. Estos dos ideales son los únicos precisamente si {\displaystyle R} es un campo. Dado cualquier subconjunto {\displaystyle F=\left\{f_{j}\right\}_{j\in J}} de {\displaystyle R} (donde {\displaystyle J} es algún conjunto índice), el ideal generado por {\displaystyle F} es el ideal más pequeño que contiene a {\displaystyle F}. Equivalentemente, viene dado por combinación lineals finitas
{\displaystyle r_{1}f_{1}+r_{2}f_{2}+\dots +r_{n}f_{n}.}

#### Dominios ideales principales
Si {\displaystyle F} consiste en un único elemento {\displaystyle r}, el ideal generado por {\displaystyle F} consiste en los múltiplos de {\displaystyle r}, es decir, los elementos de la forma {\displaystyle rs} para elementos arbitrarios {\displaystyle s}. Un ideal de este tipo se llama ideal principal. Si todo ideal es un ideal principal, {\displaystyle R} se llama anillo ideal principal; dos casos importantes son {\displaystyle \mathbb {Z} } y {\displaystyle k\left[X\right]}, el anillo de polinomios sobre un campo {\displaystyle k}. Estos dos son además dominios, por lo que se llaman dominio de ideales principales.
A diferencia de los anillos generales, para un dominio ideal principal, las propiedades de los elementos individuales están fuertemente ligadas a las propiedades del anillo en su conjunto. Por ejemplo, cualquier dominio ideal principal {\displaystyle R} es un dominio de factorización única (UFD) lo que significa que cualquier elemento es un producto de elementos irreducibles, de una (hasta reordenación de factores) manera única. Aquí, un elemento a en un dominio se llama irreducible si la única forma de expresarlo como un producto
{\displaystyle a=bc,}
es que {\displaystyle b} o {\displaystyle c} sea una unidad. Un ejemplo, importante en campos, son los  polinomios irreducibles, es decir, los elementos irreducibles en {\displaystyle k\left[X\right]}, para un campo {\displaystyle k}. El hecho de que {\displaystyle \mathbb {Z} } es un UFD puede enunciarse más elementalmente diciendo que cualquier número natural puede descomponerse unívocamente como producto de potencias de números primos. También se conoce como teorema fundamental de la aritmética.
Un elemento {\displaystyle a} es un elemento primo si siempre que {\displaystyle a} divide a un producto {\displaystyle bc}, {\displaystyle a} divide a {\displaystyle b} o a {\displaystyle c}. En un dominio, ser primo implica ser irreducible. Lo contrario es cierto en un dominio de factorización única, pero falso en general.

#### El anillo de factores
La definición de ideales es tal que "dividiendo" {\displaystyle I} hacia fuera da otro anillo, el anillo factorial {\displaystyle R} / {\displaystyle I}: es el conjunto de  clases laterales de {\displaystyle I} junto con las operaciones

{\displaystyle \left(a+I\right)+\left(b+I\right)=\left(a+b\right)+I} y {\displaystyle \left(a+I\right)\left(b+I\right)=ab+I}.
Por ejemplo, el anillo {\displaystyle \mathbb {Z} /n\mathbb {Z} } (también denotado {\displaystyle \mathbb {Z} _{n}}), donde {\displaystyle n} es un entero, es el anillo de los enteros módulo {\displaystyle n}. Es la base de la aritmética modular.
Un ideal es propio si es estrictamente menor que el anillo entero. Un ideal que no está estrictamente contenido en ningún ideal propio se llama maximal. Un ideal {\displaystyle m} es maximal si y sólo si {\displaystyle R} / {\displaystyle m} es un campo. Excepto el anillo trivial, cualquier anillo (con identidad) posee al menos un ideal maximal; esto se deduce del lema de Zorn.

## Espectro de un anillo conmutativo

### Ideales primos
Como se mencionó anteriormente, {\displaystyle \mathbb {Z} } es un dominio de factorización único. Esto no es cierto para anillos más generales, como se dieron cuenta los algebristas en el siglo XIX. Por ejemplo, en
{\displaystyle \mathbb {Z} \left[{\sqrt {-5}}\right]}
hay dos formas realmente distintas de escribir 6 como producto:
{\displaystyle 6=2\cdot 3=\left(1+{\sqrt {-5}}\right)\left(1-{\sqrt {-5}}\right).}
Los ideales primos, a diferencia de los elementos primos, ofrecen una forma de evitar este problema. Un ideal primo es un ideal propio (es decir, estrictamente contenido en {\displaystyle R}) ideal {\displaystyle p} tal que, siempre que el producto {\displaystyle ab} de dos elementos cualesquiera del anillo {\displaystyle a} y {\displaystyle b} esté en {\displaystyle p,} al menos uno de los dos elementos ya está en {\displaystyle p.} (La conclusión opuesta vale para cualquier ideal, por definición.) Así, si un ideal primo es principal, está generado equivalentemente por un elemento primo. Sin embargo, en anillos como {\displaystyle \mathbb {Z} \left[{\sqrt {-5}}\right],} los ideales primos no necesitan ser principales. Esto limita el uso de elementos primos en la teoría de anillos. Una piedra angular de la teoría algebraica de números es, sin embargo, el hecho de que en cualquier dominio de Dedekind (que incluye {\displaystyle \mathbb {Z} \left[{\sqrt {-5}}\right]} y más generalmente el anillo de enteros en un campo numérico) cualquier ideal (como el generado por 6) se descompone unívocamente como un producto de ideales primos.
Cualquier ideal maximal es un ideal primo o, más brevemente, es primo. Además, un ideal {\displaystyle I} es primo si y sólo si el anillo factorial {\displaystyle R/I} es un dominio integral. Demostrar que un ideal es primo, o equivalentemente que un anillo no tiene divisores cero, puede ser muy difícil. Otra forma de expresar lo mismo es decir que el complemento {\displaystyle R\setminus p} es multiplicativamente cerrado. La localización {\displaystyle \left(R\setminus p\right)^{-1}R} es lo suficientemente importante como para tener su propia notación: {\displaystyle R_{p}}. Este anillo sólo tiene un ideal maximal, {\displaystyle pR_{p}}. Tales anillos se llaman local.

## Ejemplos
- El ejemplo más importante es tal vez el de los números enteros con las operaciones usuales de suma y multiplicación, ambas conmutativas. Este anillo usualmente se denota por Z, por la palabra alemana Zahlen (números).
- Los números racionales, reales, y complejos forman anillos conmutativos con las operaciones usuales; más aún, son cuerpos.
- Más generalmente, todo campo es un anillo conmutativo por definición.
- Para el caso, ejemplo de un anillo no conmutativo es el conjunto de matrices cuadradas de 2×2 con valores reales. Como segunda operación, la multiplicación matricial

{\displaystyle {\begin{bmatrix}1&1\\0&1\\\end{bmatrix}}{\begin{bmatrix}1&1\\1&0\\\end{bmatrix}}={\begin{bmatrix}2&1\\1&0\\\end{bmatrix}}}
da un resultado distinto que si se invierte el orden de los factores:
{\displaystyle {\begin{bmatrix}1&1\\1&0\\\end{bmatrix}}{\begin{bmatrix}1&1\\0&1\\\end{bmatrix}}={\begin{bmatrix}1&2\\1&1\\\end{bmatrix}}.}
- Si n > 0 es un entero, el conjunto Zn de enteros módulo n forma un anillo conmutativo con n elementos.
- Si R es un anillo conmutativo, el conjunto de polinomios de variable X con coeficientes en R forma un nuevo anillo conmutativo, denotado por R[X].
- El conjunto de números racionales de denominador impar forma un anillo conmutativo, estrictamente contenido en el anillo Q de los racionales, y que contiene propiamente al Z de los enteros.

## Propiedades
- Si f : R → S es un homomorfismo de anillos entre R y S, S es conmutativo, y f es inyectiva (esto es, un monomorfismo), R también debe ser conmutativo, pues f(a·b) = f(a)·f(b) = f(b)·f(a) = f(b·a).
- Si f : R → S es un homomorfismo de anillos entre R y S, con R es conmutativo, la imagen f(R) de R será también conmutativa; en particular, si f es sobreyectiva (esto es, un epimorfismo), S será conmutativo también.

El mayor interés de los anillos conmutativos está en cuando además son unitarios, es decir, los anillos conmutativos unitarios.

### Lectura adicional
- Atiyah, Michael; Macdonald, I. G. (1969), Introduction to commutative algebra, Addison-Wesley Publishing Co..
- Balcerzyk, Stanisław; Józefiak, Tadeusz (1989), Commutative Noetherian and Krull rings, Ellis Horwood Series: Mathematics and its Applications, Chichester: Ellis Horwood Ltd., ISBN 978-0-13-155615-7.
- Balcerzyk, Stanisław; Józefiak, Tadeusz (1989), Dimension, multiplicity and homological methods, Ellis Horwood Series: Mathematics and its Applications., Chichester: Ellis Horwood Ltd., ISBN 978-0-13-155623-2.
- Kaplansky, Irving (1974), Commutative rings (Revised edición), University of Chicago Press, MR 0345945.
- Nagata, Masayoshi (1975), Local rings, Interscience Tracts in Pure and Applied Mathematics 13, Interscience Publishers, pp. xiii+234, ISBN 978-0-88275-228-0, MR 0155856.
- Zariski, Oscar; Samuel, Pierre (1958–60), Commutative Algebra I, II, University series in Higher Mathematics, Princeton, N.J.: D. van Nostrand, Inc.. (Reprinted 1975-76 by Springer as volumes 28-29 of Graduate Texts in Mathematics.)